# Eurycope curtirostris
Eurycope curtirostris là một loài chân đều trong họ Munnopsidae. Loài này được Birstein miêu tả khoa học năm 1963.